# قائمة برامج أمازون برايم فيديو الأصلية
قائمة برامج أمازون برايم فيديو.

## برامج أصلية

### دراما
| العنوان                 | النوع        | مناطق البثّ | تاريخ البثّ      | المواسم         | مدة العرض     | ملاحظات        |
| ----------------------- | ------------ | ---------- | --------------- | --------------- | ------------- | -------------- |
| بوش                     | دراما، جريمة | حول العالم | 13 فبراير، 2015 | 3 موسم؛ 30 حلقة | 50 دقيقة      | جدد لموسم رابع |
| يد الإله                | إثارة نفسية  | حول العالم | 4 سبتمبر، 2015  | 2 موسم؛ 20 حلقة | 45 - 66 دقيقة |                |
| الرجل في القلعة العالية | تاريخ بديل   | حول العالم | 20 نوفمبر، 2015 | 2 موسم؛ 20 حلقة | 48 - 60 دقيقة | جدد            |

### كوميديا
| العنوان           | النوع          | مناطق البثّ | تاريخ البثّ      | المواسم         | مدة العرض     | ملاحظات |
| ----------------- | -------------- | ---------- | --------------- | --------------- | ------------- | ------- |
| بيتاس             | كوميديا        | حول العالم | 19 أبريل، 2013  | 1 موسم؛ 11 حلقة | 26 دقيقة      | إنتهى   |
| ألفا هاوس         | كوميديا سياسية | حول العالم | 19 أبريل، 2013  | 2 موسم؛ 21 حلقة | 26 دقيقة      | إنتهى   |
| موزارت في الأدغال | كوميديا، دراما | حول العالم | 23 ديسمبر، 2014 | 3 موسم؛ 30 حلقة | 26 - 30 دقيقة | جدد     |